# Нащокинский переулок
Нащо́кинский переу́лок — небольшая улица в центре Москвы в Хамовниках между Гагаринским переулком и Сивцевым Вражком.

## Происхождение названия
Название присвоено по фамилии капитана Нащокина, одного из местных домовладельцев XVIII века. В 1933—1993 годах назывался улица Фурманова в память о советском писателе Д. А. Фурманове (1891—1926). В 1919 году он был комиссаром 25-й дивизии, которой командовал В. И. Чапаев. В 1923 году опубликовал роман «Чапаев», на основе которого был создан известный одноимённый кинофильм.

## Описание
Нащокинский переулок соединяет Гагаринский переулок и переулок Сивцев Вражек, проходит с юга на север параллельно Гоголевскому бульвару.

## Здания и сооружения

### По нечётной стороне
- № 3 — дом кооператива писателей (снесён в конце 1970-х). Здесь провёл последние годы жизни (1934—1940) и умер Михаил Булгаков[1]; в 1933—1934 годах здесь жил Осип Мандельштам, он был арестован в этом доме, сюда же вернулся в 1937 году из ссылки; среди других жильцов — Всеволод Иванов, Илья Ильф, Юрий Нагибин, Николай Панов, Владимир Буковский, Сергей Михалков [2].
- № 5 (стр.4 и стр.5) — жилой дом, построенный в середине 1990-х годов Долорес Кондрашовой. В доме так же располагается Академия парикмахерского искусства «Долорес».
- № 7 — ЖК Академия — элитный жилой комплекс с аппартаментами. Построен в 2014 году Долорес Кондрашовой. До своей смерти в 2023 году она проживала в этом доме.

### По чётной стороне
- № 2/4  памятник архитектуры (региональный) — дом сестёр Л. М. и А. М. Ильинских (воссоздан в 1970-е годы). Здесь у своего друга П. В. Нащокина бывал А. С. Пушкин. Ныне в здании располагается Всероссийское общество охраны памятников истории и культуры[3].
- № 4  7732103001 — доходное владение архитектора И. И. Поздеева (1891, архитектор И. И. Поздеев; в основе — главный дом усадьбы В. Н. Никитина, 1830-е годы; ограда с воротами — 1891, 1903; архитекторы И. И. Поздеев, Ф. Л. Контрим)[3].
- № 6 — доходный дом (1911, архитектор М. М. Черкасов). Летом 1917 года в кв.16 жил Борис Пастернак. В «Людях и положениях» Б. Пастернак вспоминал: «В июле 1917 года меня, по совету Брюсова, разыскал Эренбург». И. Г. Эренбург посетил Пастернака именно в этом доме и оставил его краткое описание. В 20-х годах в кв.7 жила сестра Сергея Эфрона Вера Яковлевна Эфрон (драматург, педагог, преданный друг М. Волошина).
- № 8  7737098000 — доходный дом (1897, архитектор П. П. Щёкотов).

- № 10 — доходный дом (1884, архитектор В. П. Загорский; перестроен в 1990-х годах — надстроен этаж, появились мансарда, балкон и подземная парковка). В 1929—1949 годах здесь жил зоолог и эколог А. Н. Формозов[4]. В 1982 году режиссёр М. М. Козаков заснял этот дом в фильме «Покровские ворота». По сюжету дом сносят, и вместе с ним уходит в прошлое жизнь его обитателей (в фильме был показан снос дома на углу Краснопролетарской улицы и Оружейного переулка).
- № 12 — доходный дом (1911—1912, архитектор К. К. Альбрехт).
- № 12, строение 1  7736535000 — дом З. И. Рясовской — А. П. Ермолова. Построен в 1830-х. Гостями Ермолова в этом здании были поэт Денис Давыдов, историк М. П. Погодин, поэт Михаил Лермонтов, писатель Михаил Загоскин.
- № 14  7734647000 — дом, в котором жил и в 1926 году умер писатель Д. А. Фурманов[3].
- № 16 — доходный дом (1898, архитектор Н. П. Марков).
- № 18/3 — доходный дом Шервуд-Верной (1898, архитектор И. С. Кузнецов).

## В массовой культуре
- В Нащокинском переулке живёт Аня Антонова, героиня сериала «Чернобыль. Зона отчуждения».
- В Нащокинском переулке проходили съёмки фильма "Дама с попугаем". Тогда он назывался ещё улица Фурманова.